# Dungeons & Dragons Miniatures Game
Il Dungeons & Dragons Miniatures Game è un gioco di miniature collezionabili composto da miniature in plastica pre-dipinte ispirate a personaggi e mostri del gioco di ruolo fantasy Dungeons & Dragons in scala 30mm, utilizzabili sia come wargame tridimensionale di schermaglia, sia per rappresentare personaggi e mostri durante una partita di Dungeons & Dragons. Prodotta dalla Wizards of the Coast la linea è composta da 20 set ognuno dedicato a un tema che sono stati pubblicati a intervalli di circa 4 mesi uno dall'altro dal lancio nel 2003 fino alla chiusura della linea nel 2011. Sebbene la Wizards of the Coast abbia interrotto la produzione e il supporto per il gioco, questo è ufficialmente supportato da un gruppo di fan noto come DDM Guild.

## Storia
Il Dungeons and Dragons Miniatures Game, generalmente riferito come "DDM" è servito come linea ufficiale di miniature per Dungeons & Dragons dal 2003, in seguito alla cancellazione del regolamento precedente del wargame tridimensionale Chainmail nell'agosto 2002. Il primo set, Harbinger, fu pubblicato il 26 settembre 2003. Questo era disponibile sia come Starter set contenenti 16 miniature casuali, un dado a venti facce, un manuale e un terreno su cui giocare o come Booster Pack con otto figure casuali. Ad ogni miniatura è abbinata una carta che elenca su un lato gli attributi per il gioco di miniature e sull'altro quelli per il gioco di ruolo.
Al primo set ne sono seguiti altri venti. Cinque set (Giants of Legend, War of the Dragon Queen, Against the Giants, Legendary Evils e Lords of Madness) contengono figure con una basetta di 3 pollici (7,5 cm) più grandi di delle basette da 2 pollici (5 cm) usate delle figure più grandi di altri set. Questa dimensione è definita "Huge" ("enorme") nella nomenclatura di Dungeons & Dragons e i booster che contengono queste figure sono noti come "huge packs."
Ogni modello di miniatura può avere una di tre rarità indicate da un simbolo alla base della miniatura: un cerchio per "comune", un rombo per "poco comune" o una stella per "rara". Dal set Harbinger fino al Demonweb, tutti i booster pack di dimensioni standard hanno contenuto 4 miniature comuni, 3 poco comuni e 1 rara. Lo Starter Set di Harbinger, Aberrations e War Drums includeva 1 miniatura rara, 5 poco comuni e 10 comuni. Dangerous Delves e Savage Encounters contenevano ognuno 3 miniature comuni, 2 poco comuni e 1 rara, di queste una delle poco comuni e una delle comuni non erano casuali e visibili dall'esterno della confezione. I quattro set Huge elencati sopra hanno ognuno una diversa distribuzione di miniature. I booster di Giants of Legend contenevano 4 comuni, 3 poco comuni, 1 rara e una miniatura enorme rara o poco comune, quelli di War of the Dragon Queen e Against the Giants contenevano ognuna 3 comuni, 1 rara e 1 enorme rara o poco comune. I booster di Legendary Evils contenevano 2 miniature comuni, 1 rara di dimensioni medie, 1 rara di dimensioni grandi e una enorme visibile dall'esterno della confezione. Il set Lord of Madness pubblicato nell'estate 2010 fu il primo e unico a contenere miniature molto rare, una rarità usata in precedenza nel gioco Star Wars Miniatures.
Il regolamento del gioco è stato rivisto più volte dalla sua pubblicazione iniziale. All'inizio del 2008 fu modificato significativamente per mantenere la continuità con la quarta edizione di Dungeons & Dragons. Questa versione del regolamento è chiamata non ufficialmente "D&D Miniatures 2.0". Il primo set pubblicato per questa revisione fu il Dungeons of Dread nell'aprile 2008. Inoltre nel corso dell'anno successivo le statistiche di tutte le miniature esistenti furono aggiornate così da rimanere giocabili con il nuovo regolamento..
Nell'ottobre 2008 la Wizards of the Coast annunciò che a causa del declino dei tornei di Dungeons & Dragons Miniatures Game iniziato nel 2006 i costi di produzione delle confezioni di miniature casuali non erano più sostenibili, e quindi la Wizards of the Coast avrebbe cessato di supportare il gioco di schermaglia e ulteriori prodotti sarebbero stati indirizzati unicamente ai giocatori di ruolo. In conseguenza di ciò Demonweb fu l'ultima espansione a contenere le statistiche per il gioco di schermaglia. Per il 2009 furono annunciate due nuove linee, la prima Monster Manual avrebbe pubblicato miniature di mostri in formato semicasuale (una figura di ogni confezione sarebbe stata visibile), e la seconda Players Handbook Heroes avrebbe pubblicato miniature per personaggi giocanti in confezioni non casuali.
Dal novembre 2008 la Wizards of the Coast ha concesso i diritti esclusivi e mondiali di supportare il Dungeons & Dragons Miniatures Game a un gruppo di membri della comunità dei giocatori chiamato DDM Guild. La Wizards of the Coast continua a fornire il supporto ai tornei ufficiali così come fornire informazioni riservate sulle future espansioni alla DDM GUild.
Nel 2010 fu annunciato che la linea di miniature sarebbe di nuovo tornata ad essere distribuite in confezioni casuali, contenenti sia personaggi giocanti che mostri. Sempre nel 2010 la linea Dungeons and Dragons Miniatures ottenne l'ENnies Award per Best Miniatures Product.
Il 12 gennaio 2011 fu annunciata l'immediato termine della linea di miniature. La DDM Guild continua a pubblicare nuove statistiche e nuove scenari e varianti del gioco, così come a gestire campionati nazionali.

### Eredità
Miniature del gioco sono state usati in altri giochi prodotti dalla Wizards of the Coast, incluso il Dungeons and Dragons Basic Game, Heroscape and the Dungeons and Dragons board games Castle Ravenloft, Wrath of Ashardalon e The Legend of Drizzt.
Nel novembre 2011 la Wizards of the Coast pubblicò un Dragon Collector composto da cinque dragoni, uno per ognuno dei colori standard dei dragoni malvagi di D&D. Il drago verde e bianco furono nuove aggiunte alla linea, mentre il rosso, blu e nero furono ristampe da prodotti precedenti.
Nel 2012, la Wizards of the Coast pubblicò Dungeon Command, il cui regolamento presenta alcune somiglianze con quello di D&D Miniatures, ma i combattimenti sono risolti senza l'uso di dadi. Il nuovo gioco viene venduto in "faction packs" che includono miniature, tessere e statistiche saia per la linea di giochi Dungeon Command che per il Wizards' Adventure System. Alla data del marzo 2013 sono stati pubblicati cinque  Dungeon Command faction packs; la maggior parte delle miniature pubblicate sono ristampe di set precedenti del D&D Miniatures, eccetto per il quinto composto tutto da nuove miniature. La DMM Guild ha pubblicato sul proprio sito le statistiche per usare le nuove miniature in D&D Miniatures.
Nel febbraio 2014 la Wizards of the Coast e la WizKids hanno annunciato che quest'ultima pubblicherà una nuova linea di miniature per D&D.

## Gioco
Ogni giocatore controlla un esercito di creature che deve affrontare quelli di altri giocatori. Il regolamento è una versione semplificata del d20 System che non necessita di un dungeon master, con alcune caratteristiche uniche. Il gioco è passato attraverso varie revisioni dal regolamento iniziale distribuito con Harbinger, incluse le revisioni con la pubblicazione di Aberrations e Wardrums. All'inizio del 2008 il gioco fu aggiornato per essere consistente con la quarta edizione di Dungeons and Dragons.
Ogni creatura ha un costo e i giocatori concordano su un costo per l'esercito, generalmente 100, 200 o 500 punti di creature. Da Harbinger fino a Underdark la partita veniva giocata su tessere arrangiate su una griglia, mentre a partire da War Drum in avanti sono stati stampate mappe a colori. I giocatori usano un dado a 20 facce per determinare il successo di un attacco e di vari tipi di prove durante il gioco. Vince il giocatore che accumula un totale di punti vittoria prefissato occupando certe aree della mappa.

## Edizioni
D&D Miniatures è stato pubblicato in set (insiemi) composti generalmente da 60 miniature (le eccezioni sono indicate in tabella).
| Nome del set                      | Data di pubblicazione | Note |
| --------------------------------- | --------------------- | --- |
| Harbinger                         | 26 settembre 2003     | Set composto da 80 miniature. Venduta in starter e booster pack.                                                                      |
| Dragoneye                         | 19 dicembre 2003      | [ 16 ] |
| Archfiends                        | 25 marzo 2004         | [ 17 ] |
| Giants of Legend                  | 18 giugno 2004        | Set composto da 72 miniature. Comprende miniature giganti.                                                                            |
| Aberrations                       | 14 ottobre 2004       | Disponibile in starter e booster pack                                                                                                 |
| Deathknell                        | 24 marzo 2005         | [ 20 ] |
| Angelfire                         | 21 luglio 2005        | [ 21 ] |
| Underdark                         | 3 novembre 2005       | [ 22 ] |
| War Drums                         | 3 marzo 2006          | Disponibile in starter e booster pack.                                                                                                |
| War of the Dragon Queen           | 7 luglio 2006         | Set huge |
| Blood War                         | 6 novembre 2006       | [ 25 ] |
| Unhallowed                        | 5 marzo 2007          | [ 26 ] |
| Night Below                       | 6 luglio 2007         | [ 27 ] |
| Desert of Desolation              | 1º novembre 2007      | [ 28 ] |
| Dungeons of Dread                 | 4 aprile 2008         | Primo set ad usare la versione 2.0 delle regole. Disponibile in booster e starter pack non casuali.                                   |
| Against the Giants                | 11 luglio 2008        | Set huge. |
| Demonweb                          | 7 novembre 2008       | [ 31 ] |
| Feywild                           | -                     | Cancellato |
| Monster Manual: Dangerous Delves  | Maggio 2009           | Primo set senza regole per il gioco di schermaglia incluso e con miniature confezionate in modo visibile. Quaranta miniature nel set. |
| Monster Manual: Legendary Evils   | agosto 2009           | Set huge di 40 miniature. |
| Monster Manual: Savage Encounters | novembre 2009         | Set huge di 40 miniature. |
| Lords of Madness                  | Settembre 2010        | Set huge di 60 miniature in confezione completamente casuale.                                                                         |

### Icons
La Wizards of the Coast pubblicò anche quattro grandi miniature singole, chiamate Icons, che rappresentavano un dragon nero (agosto 2006), un drago rosso (settembre 2006), un drago blu (gennaio 2007) e il principe demone Orcus (2010). Nel settembre 2007 è stato pubblicato uno scenario intitolato Legend of Drizzt Scenario Pack che contiene una miniatura di Drizzt Do'Urden, Wulfgar e quella del drago bianco Icingdeath.
La linea di miniature Icons ha vinto l'Origins Award 2007 per Best Miniature o Miniatures Line con il drago rosso, e l'ENnies Award 2007 per Best Miniature Product e il Legend of Drizzt Scenario Pack vinse l'ENnies Award 2008 per Best Miniature Product.

### Player's Handbook Heroes
Nel 2009 la Wizards of Coast pubblicò due serie di 18 miniature per rappresentare personaggi giocati in Dungeosn & Dragons. Le miniature erano vendute in confezioni da tre miniature non casuali e consistevano di ristampe di miniature precedenti dipinte diversamente, miniature originariamente destinate al set Feywild e nuove miniature. Un terzo set programmato per il 2010 fu cancellato.